# Gohor
Gohor – wieś w Rumunii, w okręgu Gałacz, w gminie Gohor. W 2011 roku liczyła 1556 mieszkańców.